# Dionigio Canestrari
Dionigio Canestrari (San Martino Buon Albergo, 13 aprile 1865 – Verona, 17 aprile 1933) è stato un organista e compositore italiano.

## Biografia
Dionigio Canestrari nasce il 13 aprile 1865, nel paese di San Martino Buon Albergo, in provincia di Verona, quando ancora il Veneto faceva parte dell'Impero austriaco. I genitori, Alessandro Canestrari (1840-1920) e Maddalena Nicolis (1841-1910), provenivano entrambi da famiglie facoltose.
Dato l'interesse e la predisposizione mostrata fin in giovine età fu avviato allo studio della musica, studiando pianoforte ed organo dapprima col maestro Capitanio, organista di Seriate, quindi con il veronese Achille Saglia.
Nel luglio del 1897, a 32 anni, consegue infine la Licenza di pianoforte al Regio Liceo Musicale di Pesaro. In quest'occasione fu presidente della commissione esaminatrice Pietro Mascagni, allora direttore del Conservatorio pesarese. 
L’anno seguente ottiene il Diploma di Magistero.
Comincia così a dedicarsi all’insegnamento del piano, dell’organo e quindi anche alla composizione. 
Suona nelle varie chiese della città e della diocesi di Verona, fermandosi a lungo a Soave, dove fu organista titolare, potendo così suonare il nuovo organo Trice, strumento che già nel 1890 aveva richiamato innumerevoli musicisti italiani a discutere dei canoni della musica sacra e del suo rinnovamento.
Allo stesso tempo Canestrari affianca all'attività di organista anche quella di compositore, permettendogli una certa notorietà, al punto che fu considerato uno dei migliori compositori organisti europei dell'epoca, vincendo numerosi premi nazionali ed
internazionali. La stima così guadagnata anche a livello europeo gli permette di intessere una corrispondenza con insigni compositori europei tra cui in particolare con Alexandre Guilmant, organista francese detentore della cattedra d’organo al Conservatorio di Parigi.
Dionigio Canestrari muore il 17 aprile 1933, giorno del Lunedì dell'Angelo, a Verona.

## Opere

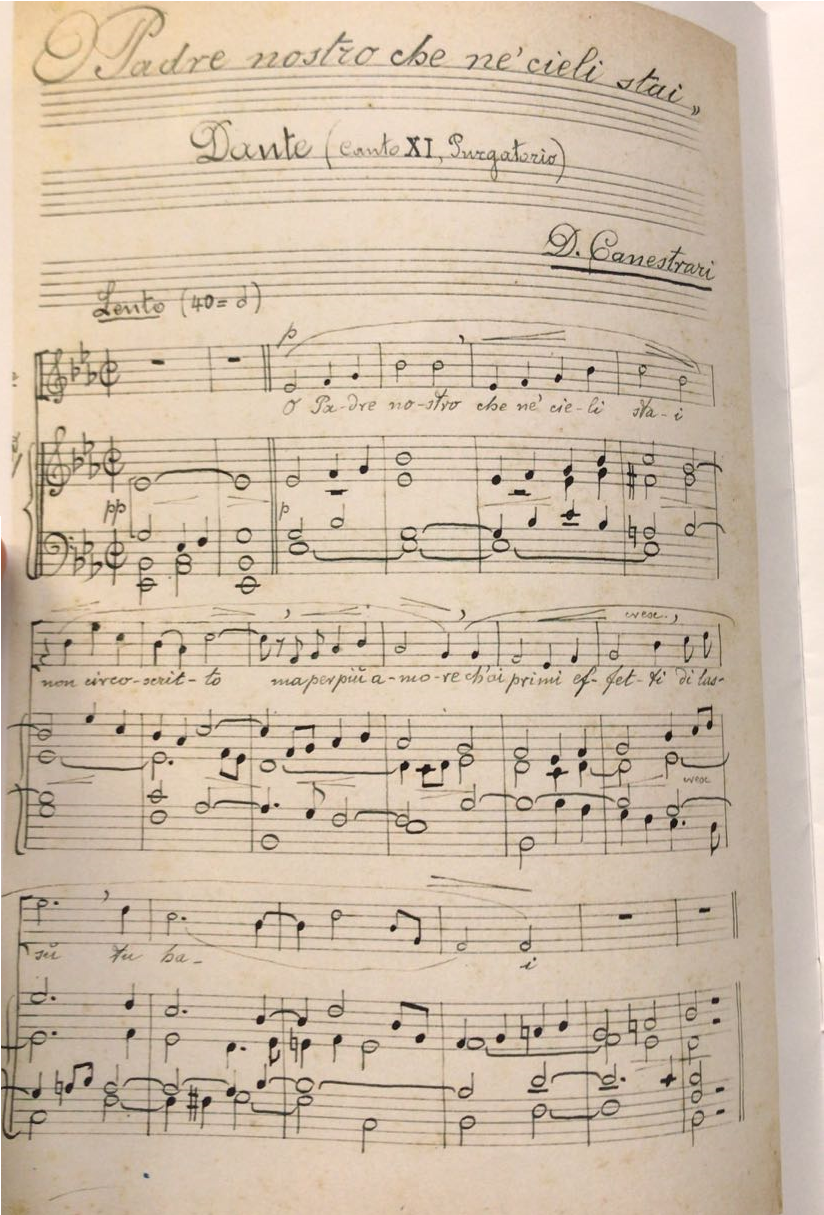
Sparito autografo

Dionigio Canestrari fu autore di numerosissime composizioni, per organo, armonio e pianoforte. In particolare fu prolifico nella composizione di musica sacra, ma oltre a ciò scrisse un “Trattato d’armonia” con numerosi esempi pratici. Le sue messe e composizioni sacre hanno goduto una certa diffusione in varie parti del mondo, grazie all'opera di un suo nipote missionario comboniano, padre Giorgio Canestrari.
Gli spartiti autografi sono conservati dai discendenti.

### Stile e temi
Nella sua vita Dionigio Canestrari dimostrò di essere uomo di grande spiritualità e di profonda sensibilità,  dimostrandosi legato ai
valori religiosi, trasmettendo pertanto tutto questo nelle sue opere. Diversi furono comunque i temi affrontati, da quelli religiosi appunto, all’amor patrio, fino agli autori classici, in particolare Virgilio e Dante.

### Elenco parziale
- Improvviso per armonio
- Tantum ergo
- Intermezzo per pianoforte
- Allegretto festoso do concerto per organo
- Agnus Dei - Canestrari
- Improvviso per armonio
- Tantum ergo: ad chorum quatuor vocum inaequalium
- Eucharistica: raccolta di sedici canti ad una voce con organo od armonio
- Missa miserere nostri Domine: ad chorum 3 vocum inaequalium, Organo vel armonio comitante
- Messa facile in onore del ss. Sacramento ad una voce Media (re-re) per due Cori che si alternano
- Servizio per la Messa: Messa I [e] II
- Allegretto festoso di concerto: per organo
- Ave Maria - a due voci pari
- Da pacem Domine: Parce Domine: invocazioni per coro di Contralti all'unisono
- Da pace, Domine
- Tantum ergo Canestrani
- Parce domine
- Tres tantum ergo ad chorum unius vocis mediae organo comitante
- Messa "Sine labe concepta" : per coro a due voci dissimili (Contralti e Baritoni.) : con accompagnamento d'armonio o d'organo
- Missa in honorem B.M.V. sub titulo consolatrix afflictorum ad chorum duarum virilium
- Tantum ergo ad chorum unius vocis mediae organo comitante
- Intermezzo per pianoforte (con armonium ad libitum)
- Elegit te Dominus: mottetto a due voci pari bianche o virili
- A Gesù bambino: quattro canti pastorali per coro ad una e due voci eguali con organo od armonio
- Te, Joseph celebrent: inno in onore di s. Giuseppe: ad una voce media. Si quaeris miracula
- P.tà M° F.Chiesa | Tantum ergo, a 3 voci miste, Alto, Tenore e Basso
- Tres cantus in honorem s. Familiae jesu, Mariae, Joseph ad chorum trium vocum aequalium vel inaequalium comitante harmonio vel organo